# Murti

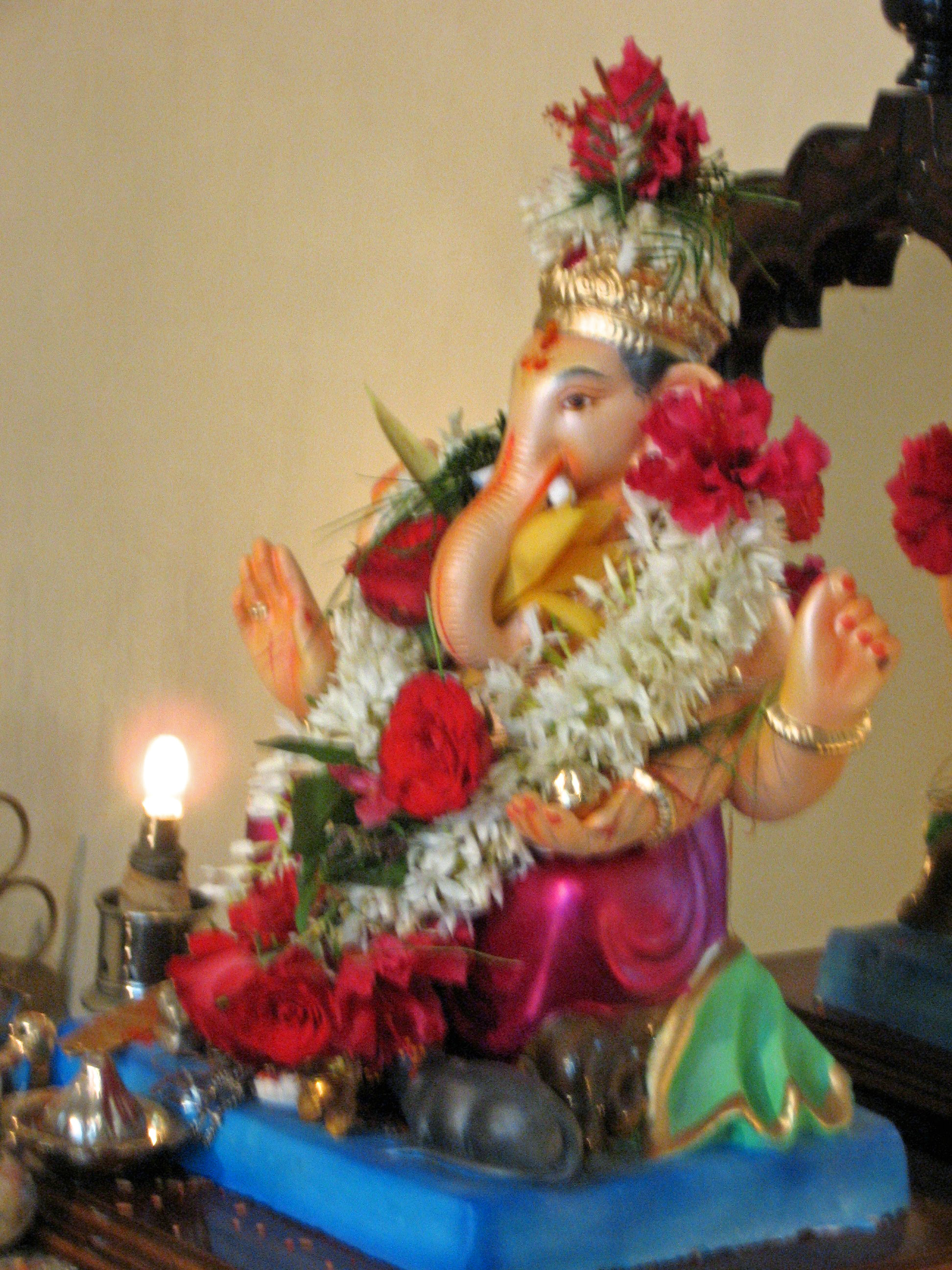
Una murti di Gaṇeśa

Presso la religione induista, le Murti sono rappresentazioni fisiche (immagini, statue, ecc.) di forme o aspetti del Brahman, utilizzate durante l'adorazione come punti di focalizzazione devozionale e meditativa. Secondo gli Śastra, la murti può essere realizzata in legno, metallo, pietra, argilla, sabbia, pietre preziose, e può essere altresì raffigurata nei dipinti a olio e nella mente.

## Raffigurazione
Queste forme o aspetti a volte sono astratti, ma più spesso si tratta di rappresentazioni antropomorfiche della Divinità, come ad esempio Śiva o Gaṇeśa, Rāma o Krishna, Sarasvati o Kālī. A causa della turbolenza della mente (vŗitti) che rende impossibile concentrarsi sul Brahman in quanto ad Entità senza forma e trascendentale, il divino viene adorato attraverso una forma. La scelta di una forma anziché un'altra (senza tuttavia negare le altre) è individuale e soggettiva, in quanto dipende dall'attrazione provata dal devoto verso questa o quella forma del Brahman, nella consapevolezza che qualsiasi forma è solo un temporaneo compromesso avente lo scopo di permettere all'uomo di realizzare la Divinità senza forma.
Nelle raffigurazioni degli Dei posture del corpo, gesti delle mani (mudrā), acconciature, oggetti, vestiario, ornamenti, personaggi e figure di contorno sono codificati secondo un preciso simbolismo. Il linguaggio simbolico, in grado di rendere visibili i miti e le storie contenute nei Veda è immediatamente comprensibile in tutto il subcontinente indiano.

## Culto
Le pratiche devozionali hanno l'obiettivo di sviluppare un profondo e personale legame di amore con il divino (Bhakti) attraverso una delle sue forme, e spesso prevedono l'uso di murti. Alcuni induisti, tuttavia, rifiutano l'adorazione di immagini.
L'adorazione delle murti viene comunemente considerata al pari dell'idolatria da molti fedeli del Giudaismo, del Cristianesimo e dell'Islam. Questa visione, che identifica il concetto di murti con quello di idolo, non può applicarsi al pensiero induista e non si riflette nella filosofia vedica. Il concetto di adorazione delle murti è estremamente più vicino a quello delle icone, e consiste nella venerazione dell'immagine / statua in quanto simbolo di un ideale o principio superiore, piuttosto che “materializzare” la Divinità e considerare divino l'oggetto stesso.

Le immagini degli dei non devono essere confuse con gli stessi Dei, ma rispecchiano l'idea astratta del Deva, che si rivolge al devoto e rivela la divinità.

## La sacralità della murti
La murti viene realizzata seguendo le indicazioni dello Shilpa Shastra, e quindi viene installata dai sacerdoti attraverso una cerimonia chiamata Prana Pratistha. Dopo questo processo la divina personalità diviene situata nella murti, ma in casi di serie discrepanze nell'adorazione può abbandonare questa forma fisica.